# Basilique palladienne
La Basilique palladienne (en italien : Basilica Palladiana) est un édifice public situé sur la Piazza dei Signori, à Vicence dans le Nord de l'Italie. Son nom est lié à celui de l'architecte de la Renaissance Andrea Palladio, dont le projet vint ajouter ses loggias de marbre blanc à un édifice gothique préexistant, connu sous le nom de « Palazzo della Ragione », tout à la fois siège des autorités civiles et palais de justice (italien ragione : raison, droit).
Les villas de Palladio en Vénétie ainsi que le centre historique de la ville de Vicence ont été inscrits sur la liste du patrimoine mondial en 1994/1996.

## L'édifice gothique préexistant
L'édifice sur lequel est intervenu Palladio était le Palazzo della Ragione, réalisé d'après le projet de Domenico da Venezia, qui comprenait à la fois deux édifices publics préexistants, une importante voie de communication passant par le centre de la ville, le Borgo di Berga et le Champ-de-Mars. À gauche du bâtiment se dresse encore la tour dite du Bissari (XIIe siècle), haute de 82 m, avec un pinacle datant de 1444.
Réalisé dans le style gothique au milieu du XVe siècle, le Palazzo della Ragione était entièrement occupé dans son étage supérieur par une immense salle sans supports intermédiaires, appelée salle du Conseil des Quatre-Cents. L'ambitieuse couverture en toit en carène, recouverte de feuilles de cuivre et en partie soutenue par de grandes arches, était inspirée de celle réalisée en 1306 pour le Palazzo della Ragione de Padoue. Le revêtement de la façade gothique, toujours visible derrière les adjonctions palladiennes, fut réalisé en rhombes de marbre rose et jaune de Vérone.
Après l'achèvement du Palazzo della Ragione, on confia à l'architecte Tommaso Formenton la conception de loggias devant entièrement entourer le Palais, mais la réalisation se heurta à des difficultés structurelles dues à la nature inconsistante du sol, et elle dut être ajournée.

## La Basilique de la Renaissance
Au début du XVIe siècle, le double étage d'arcades et de loggias était inachevé, partiellement ruiné, si bien que le Conseil consulta les meilleurs architectes de l'époque en vue d'une reprise des travaux qui s'avérait difficile. Parmi eux, Jacopo Sansovino en 1538, Sebastiano Serlio en 1539 et Giulio Romano (lequel élabora un dessin pour la façade).
À la suite d'un concours, le projet fut confié par le Conseil des Cent en 1549 à Andrea Palladio (1508-1580) qui avait proposé sa propre solution dès la fin de l'année 1545 : ce projet occupa l'architecte pour le reste de sa vie, et l'édifice ne fut achevé qu'en 1614, trente-quatre ans après sa mort.
Ce fut là l'unique édifice de pierre réalisé à Vicence par l'architecte. Le projet de Palladio, avec ses loggias classiques à serliennes, apporta la solution aux problèmes statiques par le recours aux arcades et la mise au point d'un ingénieux stratagème pour compenser les différences de distances entre les piliers hérités des précédents chantiers, consistant à maintenir la régularité des arcades, tout en variant les dimensions des ouvertures latérales des serliennes.
La balustrade fut ornée de statues d'Albanese, Grazioli et Rubini.
Le palais ainsi reconstruit fut nommé « Basilique » par Palladio lui-même, se réclamant du modèle des basiliques romaines d'usage civil. Le nom lui resta donc de Basilique palladienne, du nom de son architecte : elle conserve, après de multiples restaurations (la dernière achevée en 2002), l'aspect de l'œuvre de style Renaissance conforme au projet de Palladio. Sous le gouvernement de la république de Venise, la Basilique devint, en plus de ses fonctions administratives de conseil communal (it) et de tribunal, un grand centre d'activités économiques.

## La basilique aujourd'hui
Bien qu'inscrite par les Alliés comme monument à préserver des raids aériens, la Basilique fut endommagée, au cours de la Seconde Guerre mondiale, par un bombardement qui détruisit la couverture originale. Celle-ci fut fidèlement reconstituée grâce au bois de construction donné par l'altopiano dei sette comuni.
Aujourd'hui, la Basilica Palladiana, dotée de trois espaces culturels indépendants, est le siège d'expositions d'art et d'architecture de portée mondiale.
Une importante campagne de restaurations du monument s'est déroulée entre 2007 et 2009. Les arcs portants en béton armé de la couverture en carène ont été sectionnés et remplacés par des structures plus légères en bois stratifié. Toutes les façades ont été nettoyées et réparées. Les travaux s'achèvent par la mise en place d'un système d'illuminations modernisé.

## Images

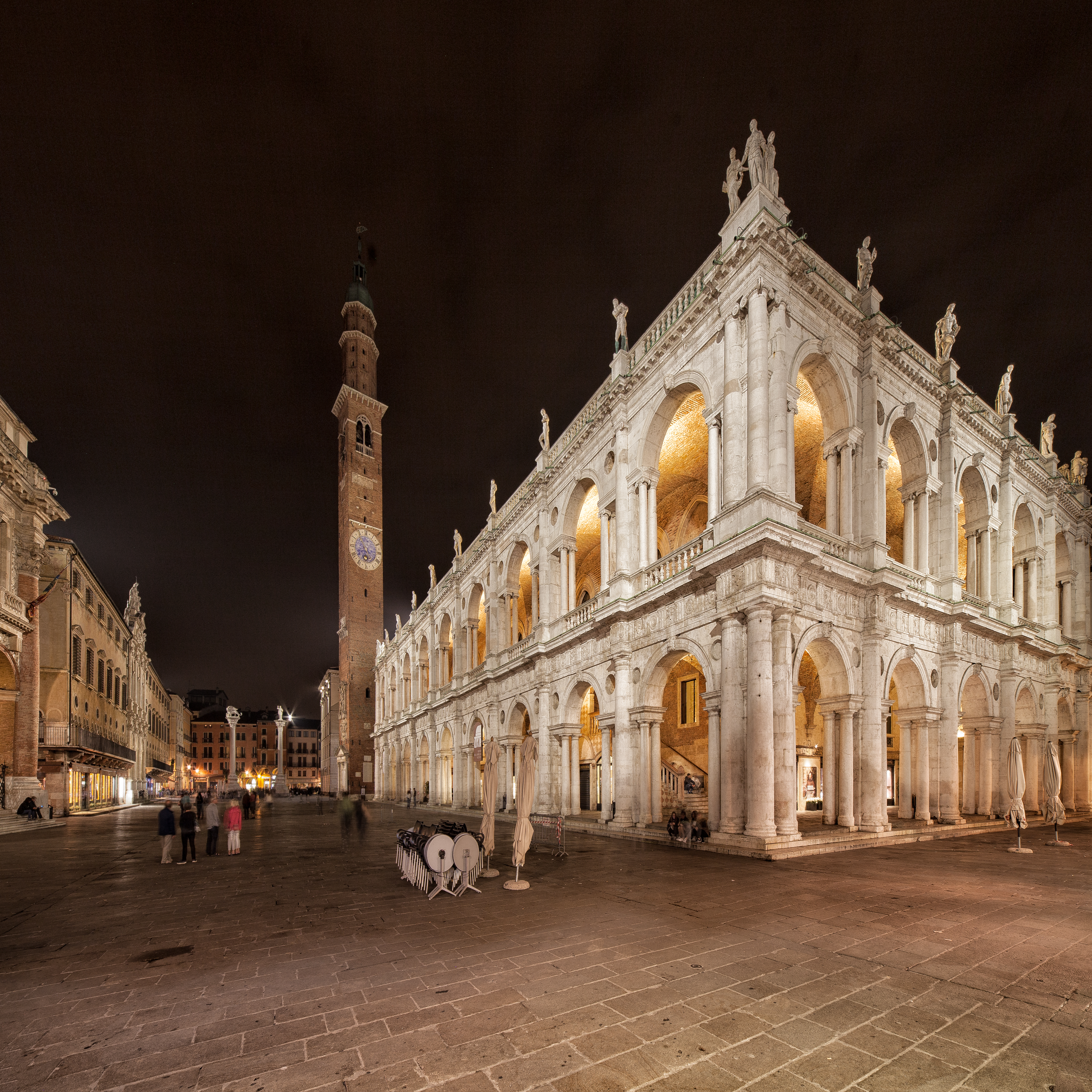
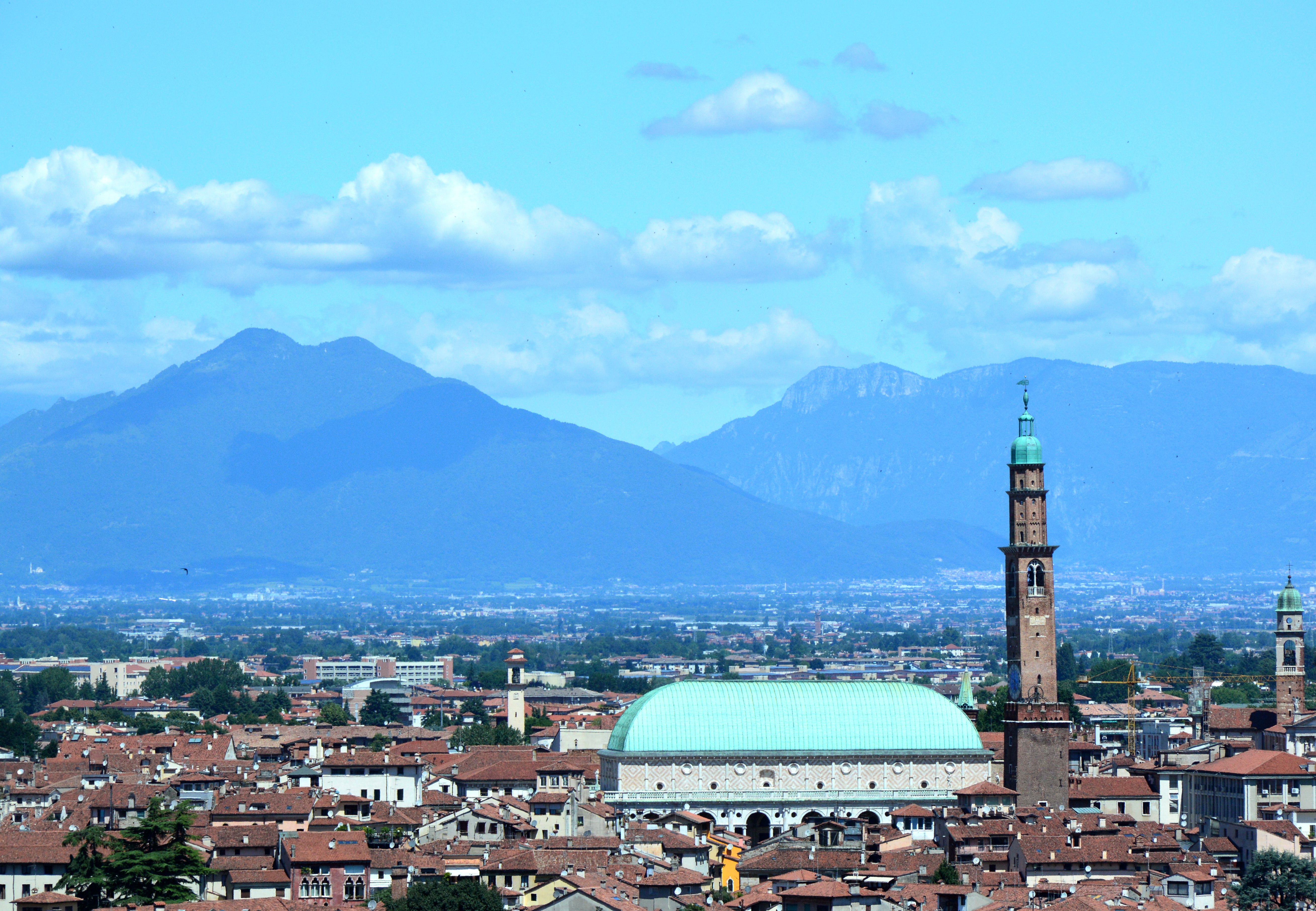
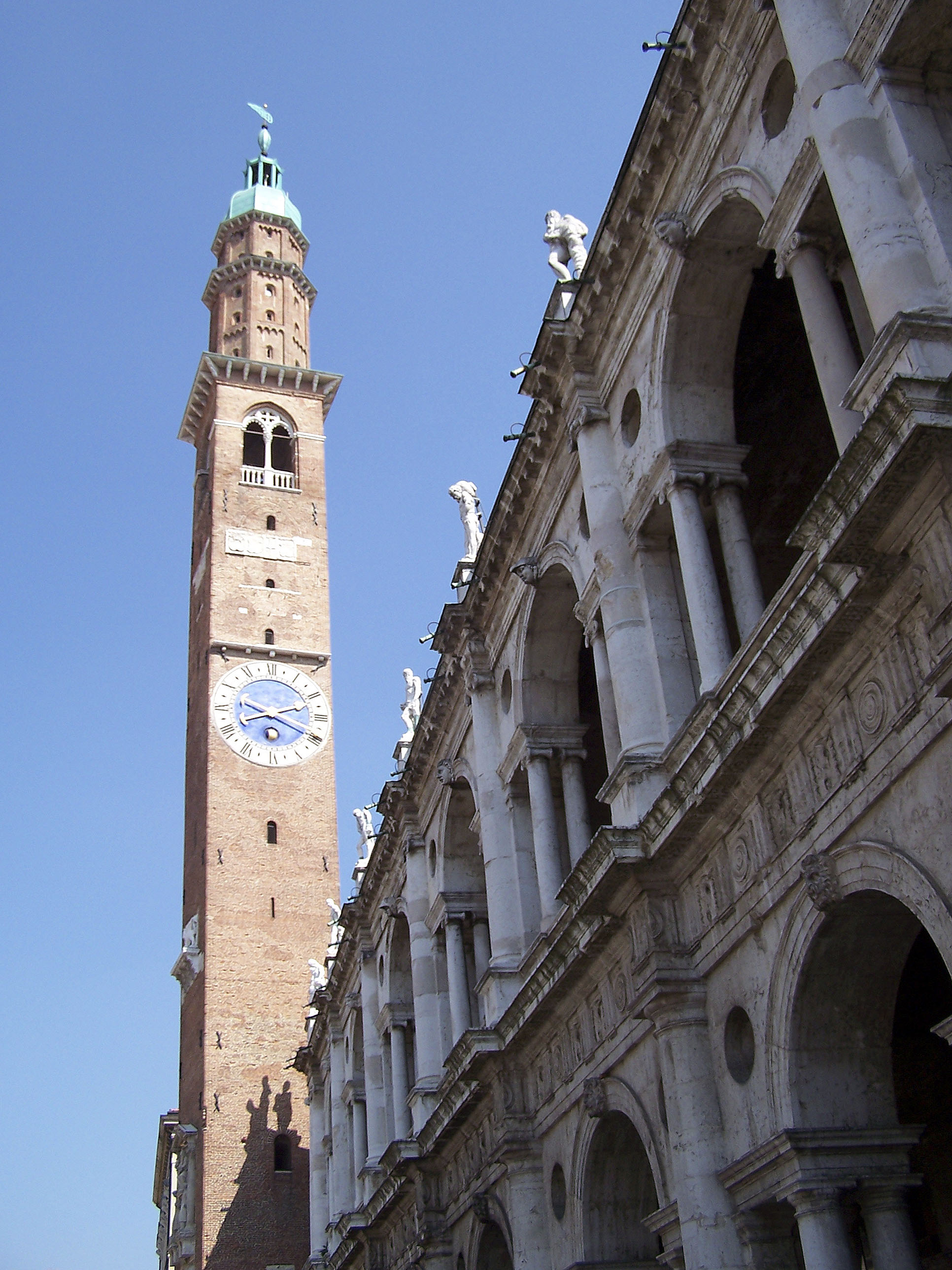
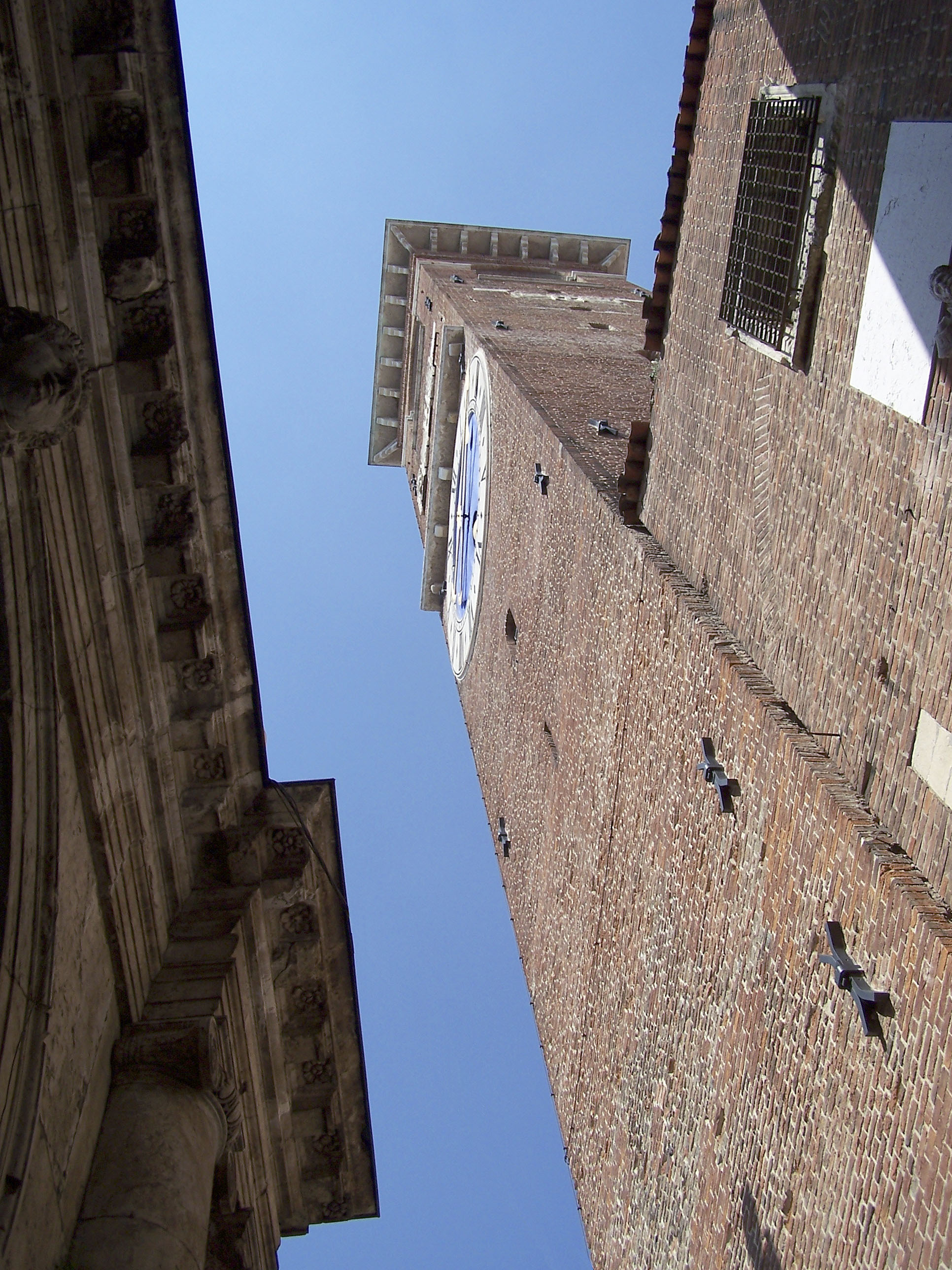
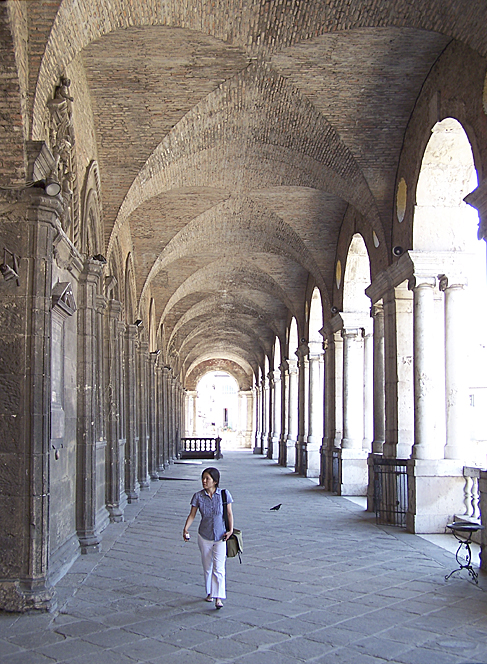
Sous les arcades.
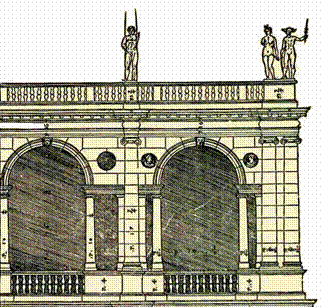
Les loggias à serliennes
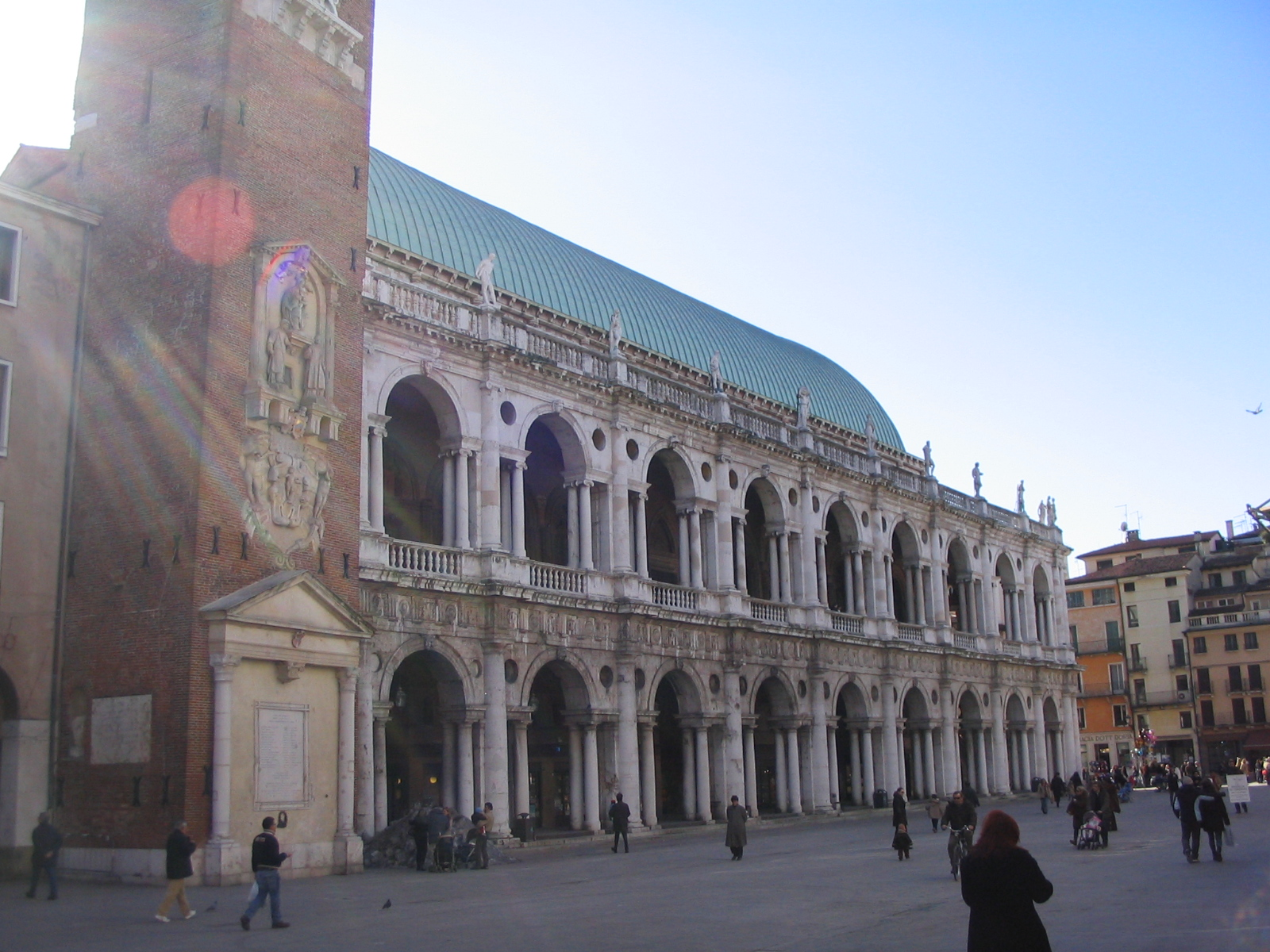
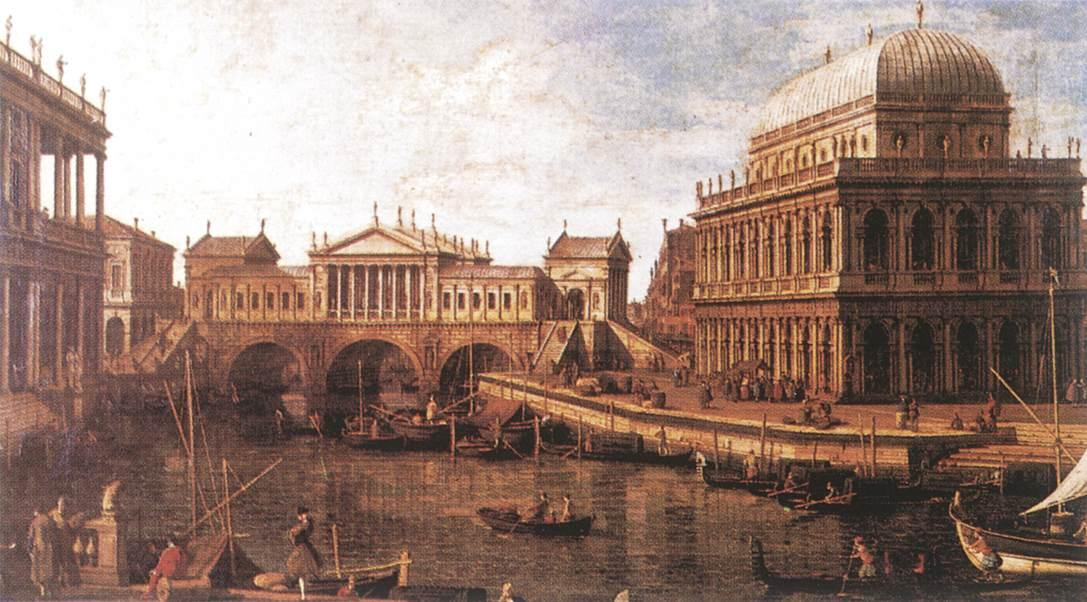
La basilique sur le tableau de Canaletto, Caprice avec édifices palladiens, 1756-1759

## Sources
- (it) Cet article est partiellement ou en totalité issu de l’article de Wikipédia en italien intitulé « Basilica Palladiana » (voir la liste des auteurs).